# Achtung Kontrolle! – Einsatz für die Ordnungshüter
Achtung Kontrolle! – Einsatz für die Ordnungshüter ist eine deutsche Doku-Soap, die von Juni 2008 bis September 2012 von dem Privatsender Kabel Eins ausgestrahlt wurde und seit dem 20. September 2013 wieder ausgestrahlt wird. In der Zwischenzeit lief Achtung Kontrolle! – Die Topstories der Ordnungshüter, die danach ebenfalls abwechselnd mit Achtung Kontrolle – Einsatz für die Ordnungshüter ausgestrahlt wurde. Dies geschah nach der relativ frühen Absetzung von Mein Lokal, Dein Lokal und Mein Zuhause, Dein Zuhause, durch die die Sendung kurzfristig abgesetzt wurde. Aus der Serie entstanden bisher drei Spin-offs.

## Konzept
Die Doku-Soap begleitet Vertreter von Behörden und Organisationen mit Sicherheitsaufgaben (BOS), Türsteher, Kammerjäger, private Sicherheitsdienste, Flughafenpersonal u. a. bei ihrer täglichen Arbeit. Seit September 2012 wird sie durch die mit Laiendarstellern produzierte Skript-Doku Achtung Kontrolle! – Die Topstories der Ordnungshüter ergänzt.

## Ausstrahlung
Am 28. Mai 2008 wurde bekannt, dass Kabel Eins die Flughafen-Doku Tränen am Terminal absetzt und stattdessen die neue Reportage-Doku Achtung Kontrolle! ausstrahlen wird.
Der Sendeplatz von Montag bis Freitag wechselte von Juni 2008 bis September 2012 häufig zwischen 19.00 Uhr und 19.30 Uhr. Zu Ende gehen die Folgen immer um 20.15 Uhr. Vom Januar 2008 bis November 2011 wurden Folgen am Samstag ausgestrahlt. Am 21. März 2009 lief eine Spezialfolge mit einer Länge von 115 Minuten. In der Woche vom 27. Februar 2012 bis zum 2. März 2012 wurden Best-of Folgen mit einer Länge von 30 Minuten ausgestrahlt. Am 4. Juni 2012 wurde die 1000. Folge ausgestrahlt. Die Woche vom 4. bis zum 8. Juni 2012 war die Jubiläumswoche. Am 4. September 2012 lief die Spezialfolge „Achtung Kontrolle!“ blickt zurück: Die besten Auslandseinsätze.
| Nr. | Titel                                                           | Erstausstrahlung  |
| --- | --------------------------------------------------------------- | ----------------- |
| 1   | Spezialfolge                                                    | 21. März 2009     |
| 2   | Best-Of: Die 10 stärksten Kontrollen                            | 27. Februar 2012  |
| 3   | Best-Of: Die 10 frechsten Ausreden                              | 28. Februar 2012  |
| 4   | Best-Of: Die 10 überraschendsten Momente                        | 29. Februar 2012  |
| 5   | Best-Of: Die 10 größten Funde                                   | 1. März 2012      |
| 6   | Best-Of: Die 10 stärksten Ordnungshüter                         | 2. März 2012      |
| 7   | „Achtung Kontrolle!“ blickt zurück: Die besten Auslandseinsätze | 4. September 2012 |

## Rezeption

### Einschaltquoten
In der Zielgruppe der 14- bis 49-Jährigen startete die erste Folge am 2. Juni 2008 mit 0,61 Millionen Zuschauern, was 3,9 Prozent Marktanteil entspricht. Die dritte Folge am 4. Juni 2008 hatte 0,58 Millionen Zuschauer beim Gesamtpublikum, was 2,5 Prozent Marktanteil entspricht, und in der Zielgruppe der 14- bis 49-Jährigen 0,35 Millionen Zuschauer, was 4,2 Prozent Marktanteil entspricht. Die 20. Folge am 27. Juni 2008 hatte 0,76 Millionen Zuschauer beim Gesamtpublikum, was 3,7 Prozent Marktanteil entspricht, und in der Zielgruppe der 14- bis 49-Jährigen 0,50 Millionen Zuschauern, was 7,1 Prozent Marktanteil entspricht.
Im Durchschnitt sahen 0,70 Millionen Zuschauer die ersten 35 Folgen von Achtung Kontrolle! und man erzielte beim Gesamtpublikum 3,1 Prozent Marktanteil. In der Zielgruppe hatte man einen Marktanteil von 5,4 Prozent.
Nach 101 Folgen sahen im Durchschnitt 0,91 Millionen Zuschauer Achtung Kontrolle! und man erzielte beim Gesamtpublikum 3,9 Prozent Marktanteil. In der Zielgruppe sahen im Durchschnitt 0,59 Millionen Zuschauer zu, was einem Marktanteil von 6,9 Prozent entsprach.
Die 522. Folge am 24. März 2010 hatte 1,09 Millionen Zuschauer beim Gesamtpublikum, was 4,1 Prozent Marktanteil entspricht, und in der Zielgruppe der 14- bis 49-Jährigen hatte man einen Marktanteil von 8,2 Prozent.
Nur 0,71 Millionen Zuschauer interessierten sich für die 812. Folge der Doku, der Marktanteil lag bei 2,4 Prozent. In der Zielgruppe holte das Format 4,7 Prozent Marktanteil.
Die 899. Folge am 17. Mai 2011 wurde mit 0,74 Millionen Zuschauern, was 3,1 Prozent Marktanteil entsprach, beim Gesamtpublikum gemessen, in der Zielgruppe wurden 6,2 Prozent Marktanteil eingefahren.

## Ableger

### Mein Revier– Ordnungshüter räumen auf
Mein Revier – Ordnungshüter räumen auf ist eine Fernsehsendung des deutschen Privatsenders Kabel Eins. Es ist der erste Ableger von Achtung Kontrolle! – Einsatz für die Ordnungshüter. Es wurde von 2009 bis 2011 produziert und in der Primetime bis Juli 2011 ausgestrahlt. Der Ableger besitzt das gleiche Konzept. Neue Folgen wurden ab 2014 wieder sonntags in der Primetime ausgestrahlt.
Vergleich mit Achtung Kontrolle! – Einsatz für die Ordnungshüter
Beide Serien verwenden vielfach die gleichen Film-Sequenzen, aber bei Achtung Kontrolle werden 2–3 Themen nacheinander gezeigt (Thema 1 – Thema 2), während Mein Revier die Themen in kurzen Abschnitten im Wechsel zeigt (Thema 1 – Thema 2 – Thema 1 – Thema 2 – usw.). Porträtiert werden vor allem die Themen „Zoll (Schwarzgeld/Nahrungsmittelimport/Schwarzarbeit)“, „Ordnungsamt (Falschparker/Gaststättenhygiene/Müll)“, „Autobahnpolizei (Raserjagd)“, „BAG (Ladungssicherung / Gefahrgut)“, „Eichamt (Preisangaben/Messgeräte-Eichung)“, „Berufsgenossenschaft (Baustellensicherung)“ und „Private Kontrollen (Hotelinspektion)“.

### Achtung Kontrolle!– Airport
Achtung Kontrolle! – Airport ist der zweite Ableger der Real-Life-Doku des deutschen Privatsenders Kabel Eins. Er wurde 2012 produziert und in der Woche vom 2. bis 6. Juli 2012 ausgestrahlt. Der Ableger besitzt das gleiche Konzept, doch das Hauptthema der Doku befindet sich am Flughafen.